# Parabotryon
Parabotryon är ett släkte av svampar. Parabotryon ingår i familjen Phaeosphaeriaceae, ordningen Pleosporales, klassen Dothideomycetes, divisionen sporsäcksvampar och riket svampar.
|             | Cicinobolus                            |
|             |                                        |
|             | Stagonospora                           |
|             |                                        |
|             | Hendersonia                            |
|             |                                        |
|             | Eudarluca                              |
|             |                                        |
|             | Sclerostagonospora                     |
|             |                                        |
|             | Ampelomyces                            |
|             |                                        |
|             | Wilmia                                 |
|             |                                        |
|             | Phaeosphaeria                          |
|             |                                        |
|             | Carinispora                            |
|             |                                        |
|             | Phaeoseptoria                          |
|             |                                        |
| Parabotryon | \| \| Parabotryon connatum \| \| \| \| |
|             | \| \| Parabotryon connatum \| \| \| \| |
|             | Ophiosphaerella                        |
|             |                                        |
|             | Sphaerellopsis                         |
|             |                                        |
|             | Tiarospora                             |
|             |                                        |
|             | Scolecosporiella                       |
|             |                                        |
|             | Monascostroma                          |
|             |                                        |
|             | Lautitia                               |
|             |                                        |
|             | Mixtura                                |
|             |                                        |
|             | Hadrospora                             |
|             |                                        |
|             | Nodulosphaeria                         |
|             |                                        |
|             | Barria                                 |
|             |                                        |
|             | Phaeosphaeriopsis                      |
|             |                                        |
|             | Isthmosporella                         |
|             |                                        |
|             | Katumotoa                              |
|             |                                        |
|             | Parabotryon connatum                   |
|             |                                        |

|  | Parabotryon connatum |
|  |                      |